# Johann Höll
Johann Höll (* 5. Juli 1930 in Obertraun; † 3. April 2017 in Bad Ischl) war ein österreichischer Politiker (SPÖ). Höll war von 1983 bis 1986 sowie von 1988 bis 1990 Abgeordneter zum Nationalrat.

## Leben
Johann Höll besuchte nach der Pflichtschule eine kaufmännische Berufsschule und war beruflich als Verkäufer und Filialleiter in der Konsumgenossenschaft Salzkammergut tätig. Er hatte zwischen 1955 und 1988 die Funktion des Obmanns der SPÖ Obertraun inne, übernahm  zwischen 1967 und 1973 das Amt des Vizebürgermeisters und wirkte zwischen 1973 und 1988 als Bürgermeister der Gemeinde Obertraun. Zudem war er Zentralbetriebsratsvorsitzender der Konsumgenossenschaft Salzkammergut am Firmensitz Bad Goisern, Kammerrat und Vorsitzender der Sektion Handel der Gewerkschaft der Privatangestellten des Landessekretariats Oberösterreich. Er vertrat die SPÖ vom 19. Mai 1983 bis zum 16. Dezember 1986 sowie vom 25. Oktober 1988 bis zum 31. Mai 1990 im Nationalrat.